# Месячина
Ме́сячина — содержание, получаемое натурой от помещиков за шестидневную барщину безземельными крепостными крестьянами, в том числе дворовыми. В месячину входили как продукты питания, так и одежда. Могла быть очень ограниченной, например, включая только еду, достаточную только для того, чтоб человек не умер. Фактически представляла собой форму зависимости, равноценную рабству. Как отмечает выдающийся советский историк Инна Игнатович (указанное сочинение), в Центральной России месячина представляла собой крайне редкое явление, ее введение сталкивалось как с отчаянным сопротивлением крепостных, так и с негативным отношением властей, которые рассматривали ее как "злоупотребление" со стороны помещиков. Известны штучные формы эксплуатации этого вида, все они (как правило связаны с Черноземными губерниями- Инна Игнатович "Месячина: первая половина 19 века" ).  Появилась в XVIII веке. С ростом цены зерна во второй половине XVIII века помещикам стало выгоднее отбирать земли крепостных в свои собственные и держать крепостных на месячине, затрачивая на это минимально возможное количество средств. То есть практически феодальный строй в России превращался в похожий на рабовладельческий вплоть до самой отмены крепостного права.
Для достижения своея цели он отнял у них малый удел пашни и сенных покосов, которые им на необходимое пропитание дают обыкновенно дворяне, яко в воздаяние за все принужденные работы, которые они от крестьян требуют. Словом, сей дворянин некто всех крестьян, жен их и детей заставил во все дни года работать на себя. А дабы они не умирали с голоду, то выдавал он им определенное количество хлеба, под именем месячины известное.А. Н. Радищев. Путешествие из Петербурга в Москву